# クリエイティブ30
株式会社クリエイティブ30（クリエイティブサーティー）は、東京都港区赤坂に本社を置くテレビ番組の制作プロダクション。

## 沿革
- 1977年2月25日 - 東京都港区赤坂2番10号に株式会社スーパープロデュースとして設立。創業者は中村忠雄（故人）。
- 1984年2月8日 - 関連会社として株式会社スーパープランニングオフィスを設立。
- 1994年1月 - 本社を東京都港区六本木3丁目3番7の六本木NKビル2Fに移転。
- 2006年2月 - 本社を東京都港区赤坂2丁目12番10の国際溜池ビル3Fに移転、商号を株式会社クリエイティブ30に変更。

## 役員
- 会長：上村達也
- 代表取締役社長：安斉克広
- 取締役：壁下真紀子
- 取締役：横山貴子
- 執行役員：平野保孝
- 執行役員：飛田真也
- 執行役員：関野政昭
- 執行役員：堺大輔
- 執行役員：島本敬之

## 所属スタッフ
- 上村達也（エグゼクティブプロデューサー／会長）
- 安斉克広（プロデューサー兼演出／代表取締役社長）
- 松本（壁下）真紀子（チーフディレクター／取締役）
- 横山貴子（ディレクター／取締役）
- 平野保孝（執行役員）
- 飛田真也（ディレクター／執行役員）
- 関野政昭（ディレクター／執行役員）
- 堺大輔（ディレクター／執行役員）
- 島本敬之（ディレクター／執行役員）
- 片山雄飛（プロデューサー）
- 勝俣晋（ディレクター）
- 髙木佳織（ディレクター）
- 柴田真嗣（ディレクター）
- 西村郁哉（ディレクター）

## 元所属スタッフ
- 中村忠雄（プロデューサー、創設者 元代表取締役社長・故人）
- 小川謙治（プロデューサー、1978年入社〜2008年退社）
- 森昌行（ディレクター、オフィス北野 前社長）
- 石和富志男（プロデューサー兼チーフディレクター、現スーパープランニングオフィス取締役）

## 主な作品

### テレビ番組

#### 1977年3月 - 1979年12月
レギュラー番組
- みごろ!たべごろ!笑いごろ!（テレビ朝日、テレビ朝日系列全国ネット　1977年3月 - 1978年3月）
- 欽ちゃんのどこまでやるの!（テレビ朝日、テレビ朝日系列全国ネット　1977年3月 - 1986年9月）

スペシャル番組

#### 1980年代
レギュラー番組
- アイドルパンチ（テレビ朝日、テレビ朝日系列ほか一部ネット　1981年4月 - 1985年3月）
- おはよう!ゲートボール（テレビ朝日、テレビ朝日系列ほか一部ネット　1983年4月 - 1986年3月）
- 鉄矢のとんからりん（テレビ朝日、テレビ朝日系列全国ネット　1983年4月 - 9月）
- こだわりTV PRE★STAGE（テレビ朝日、テレビ朝日系列ほか一部ネット　1988年10月 - 1992年10月）

スペシャル番組
- 花王名人劇場 武田鉄矢!おれが一番独演会（関西テレビ、FNS系列全国ネット 1980年10月）
- ギミア・ぶれいく 世界の一発屋大賞（TBS、TBS系列全国ネット　1989年）
- 火曜スーパーワイド ミスマッチ（テレビ朝日、テレビ朝日系列全国ネット　1988年12月、ドラマ作品）
- 水曜スーパーテレビ 年忘れドリフも女優も爆笑コント傑作集!!（テレビ朝日、テレビ朝日系列全国ネット　1989年12月）

#### 1990年代
レギュラー番組
- クイズバトルロイヤル待ったあり!（朝日放送、テレビ朝日系列全国ネット　1991年4月 - 9月）
- チャンネル99（テレビ朝日、テレビ朝日系列ほか一部ネット　1995年4月 - 1996年3月）
- 龍の金印（テレビ朝日、テレビ朝日系列ほか一部ネット　1996年4月 - 1997年3月）
- 龍ノ福耳（テレビ朝日、テレビ朝日系列ほか一部ネット　1997年4月 - 9月）
- ネプいっ!（テレビ朝日、テレビ朝日系列ほか一部ネット　1998年10月 - 1999年9月）
- 神出鬼没!タケシムケン（テレビ朝日、テレビ朝日系列全国ネット　1999年4月 - 2000年3月）
- おネプ!（テレビ朝日、テレビ朝日系列ほか一部ネット　1999年10月 - 2001年3月）

スペシャル番組
- 抗議一切受け付けません!!（TBS、TBS系列全国ネット　1990年12月 - 1993年12月）
- 熱血27時間 炎のチャレンジ宣言!!（テレビ朝日、テレビ朝日系列全国ネット　1996年11月）
- 27時間ぶちぬきスペシャル 熱血チャレンジ宣言'97（テレビ朝日、テレビ朝日系列全国ネット　1997年11月）

#### 2000年代
レギュラー番組
- 年中夢中コンビニ宴ス（テレビ朝日、テレビ朝日系列全国ネット　2000年10月 - 2001年3月）
- ちゃんネプ（テレビ朝日、テレビ朝日系列全国ネット　2001年4月 - 2002年3月）
- ちゃんネプ恋するウフフ…（テレビ朝日、テレビ朝日系列全国ネット　2002年4月 - 2002年9月）
- ティンティンTOWN!（日本テレビ、NTV系列ほか一部ネット　2002年7月 - 2004年3月）
- ビートたけしの!こんなはずでは!!（テレビ朝日、テレビ朝日系列全国ネット　2003年4月 - 2004年9月）
- トナリの悩みの解決人（日本テレビ、NTV系列全国ネット　2003年10月 - 2004年3月）
- 天才!志村どうぶつ園（日本テレビ、NTV系列全国ネット　2004年4月 - 2020年9月）
- クリエイターズライブ!（BS-TBS、BS放送　2004年4月 - 9月）
- アドレな!ガレッジ（テレビ朝日、テレビ朝日系列ほか一部ネット　2004年10月 - 2009年9月）
- 100語でスタート!英会話（NHK、NHK Eテレ　2005年4月 - 2006年3月）
- 草野☆キッド（テレビ朝日、テレビ朝日系列ほか一部ネット　2005年4月 - 2009年9月）
- サバドル!（テレビ東京、TXN系列ほか一部ネット　2005年4月 - 9月）
- ドラマで楽しむ英会話（NHK、NHK Eテレ　2005年4月 - 9月）
- 音楽の神様（CS日本 ch300日テレプラス&サイエンス、CS放送　2005年5月 - 2006年3月）
- ダチョ・リブレ Season1（テレ朝チャンネル、CS放送　2007年1月 - 11月）
- Girl's BOX TV（BS日テレ、NTV系列衛星放送　2007年4月 - 9月）
- ダチョ・リブレ Season2（テレ朝チャンネル、CS放送　2008年3月 - 10月）
- ダチョ・リブレ Season3（テレ朝チャンネル、CS放送　2009年4月 - 9月）

スペシャル番組
- スイスペ! 魔界潜入!怪奇心霊（秘）ファイル（テレビ朝日、テレビ朝日系列全国ネット　2002年8月）
- スイスペ! 魔界潜入!怪奇心霊（秘）ファイルII（テレビ朝日、テレビ朝日系列全国ネット　2003年1月）
- スイスペ! 魔界潜入!怪奇心霊（秘）ファイルIII（テレビ朝日、テレビ朝日系列全国ネット　2003年7月）
- スイスペ! 魔界潜入!怪奇心霊（秘）ファイルIV（テレビ朝日、テレビ朝日系列全国ネット　2004年1月）
- 旅の香り 時の遊びスペシャル「大原麗子・新潟編」（テレビ朝日、テレビ朝日系列全国ネット　2004年2月）
- 旅の香り 時の遊びスペシャル「蛭子能収親子の讃岐の旅」（テレビ朝日、テレビ朝日系列全国ネット　2004年3月）
- スイスペ! 魔界潜入!怪奇心霊（秘）ファイルV（テレビ朝日、テレビ朝日系列全国ネット　2004年8月）
- 旅の香り時の遊び「夏木陽介」（テレビ朝日、テレビ朝日系列全国ネット　2004年8月）
- 旅の香り時の遊び「姿月あさと&嘉門洋子」（テレビ朝日、テレビ朝日系列全国ネット　2004年9月）
- ドスペ! 怪奇心霊(秘)ファイルVI（テレビ朝日、テレビ朝日系列全国ネット　2005年2月）
- ドスペ! 怪奇心霊(秘)ファイルVII（テレビ朝日、テレビ朝日系列全国ネット　2005年8月）
- コモセンの壁〜世界常識協議会〜（フジテレビ、FNS系列ほか一部ネット　2006年12月）
- 特捜! 怪奇心霊(秘)ファイル（テレビ朝日、テレビ朝日系列全国ネット　2007年8月）
- スター品格プライス（フジテレビ、FNS系列ほか一部ネット　2008年10月）
- 土曜プレミアム 上地雄輔ひまわり物語~家族・親友・彼女…誰も知らない素顔初公開! 対談部分（フジテレビ、FNS系列全国ネット　2009年3月）

#### 2010年代
レギュラー番組
- ダチョ・リブレ Season4（テレ朝チャンネル、CS放送　2010年3月 - 12月）
- ダチョ・リブレ Season5（テレ朝チャンネル、CS放送　2011年1月 - 2012年1月）
- ZIP! ZIP!Mag（日本テレビ、NTV系列全国ネット　2011年4月 - 2012年3月）
- 幸せ!ボンビーガール 第1期（日本テレビ、NTV系列全国ネット　2011年4月 - 9月）
- ダチョ・リブレ Season6（テレ朝チャンネル、CS放送　2012年3月 - 12月）
- 幸せ!ボンビーガール 第2期（日本テレビ、NTV系列全国ネット　2013年4月 - ）
- 宮本隆治の歌謡ポップス☆一番星（歌謡ポップスチャンネル、CS放送　2013年7月 - ）
- 主治医が見つかる診療所（テレビ東京、TXN系列全国ネット　2014年4月 - 2018年3月）
- 別冊主治医が見つかる診療所 健康スイッチ（テレビ東京、TXN系列一部ネット　2014年4月 - 2018年3月）
- 田村淳の地上波ではダメ!絶対!（BSスカパー!、BS衛星放送　2016年4月 - 2020年3月）
- ZIP! King&Prince MEDAL DASH（日本テレビ、NTV系列全国ネット　2019年4月 - 2020年3月）

スペシャル番組
- うわっ!ダマされた大賞（日本テレビ、NTV系列全国ネット　2010年7月 - ）
- 幸せ!ボンビーガール 家賃も食費も全部込み!月7万円で暮らそうスペシャル!（日本テレビ、NTV系列全国ネット　2011年9月 - 2013年1月）
- 24時間テレビ38 「愛は地球を救う」（日本テレビ、NTV系列全国ネット　2015年8月）
  - DAIGOチャリティーマラソンランナーVTR
  - 志村けんコント劇団 聴覚障害の子ども達に笑顔をつなぐ

- 24時間テレビ41 「愛は地球を救う」（日本テレビ、NTV系列全国ネット　2018年8月）
  - 出川哲朗の人生を変えてくれた人
  - 志村園長と坂上忍の捨て犬ゼロ部

- 若林ノブ秋山の 揃いも揃って言ったコト（日本テレビ、NTV系列全国ネット　2018年4月 - ）
- ダイエット・ヴィレッジ 第7弾（日本テレビ、NTV系列全国ネット　2019年7月）

#### 2020年代
レギュラー番組
- I LOVE みんなのどうぶつ園（日本テレビ、NTV系列全国ネット　2020年10月 - ）